# فرودگاه لسکواک
فرودگاه لسکواک (به انگلیسی: Leskovac Airport) (به زبان بومی: Mira Airport) یک فرودگاه همگانی با کد یاتا LES است . این فرودگاه در کشور صربستان قرار دارد و در ارتفاع ۲۲۵ متری از سطح دریا واقع شده است.